# 汉阳峰

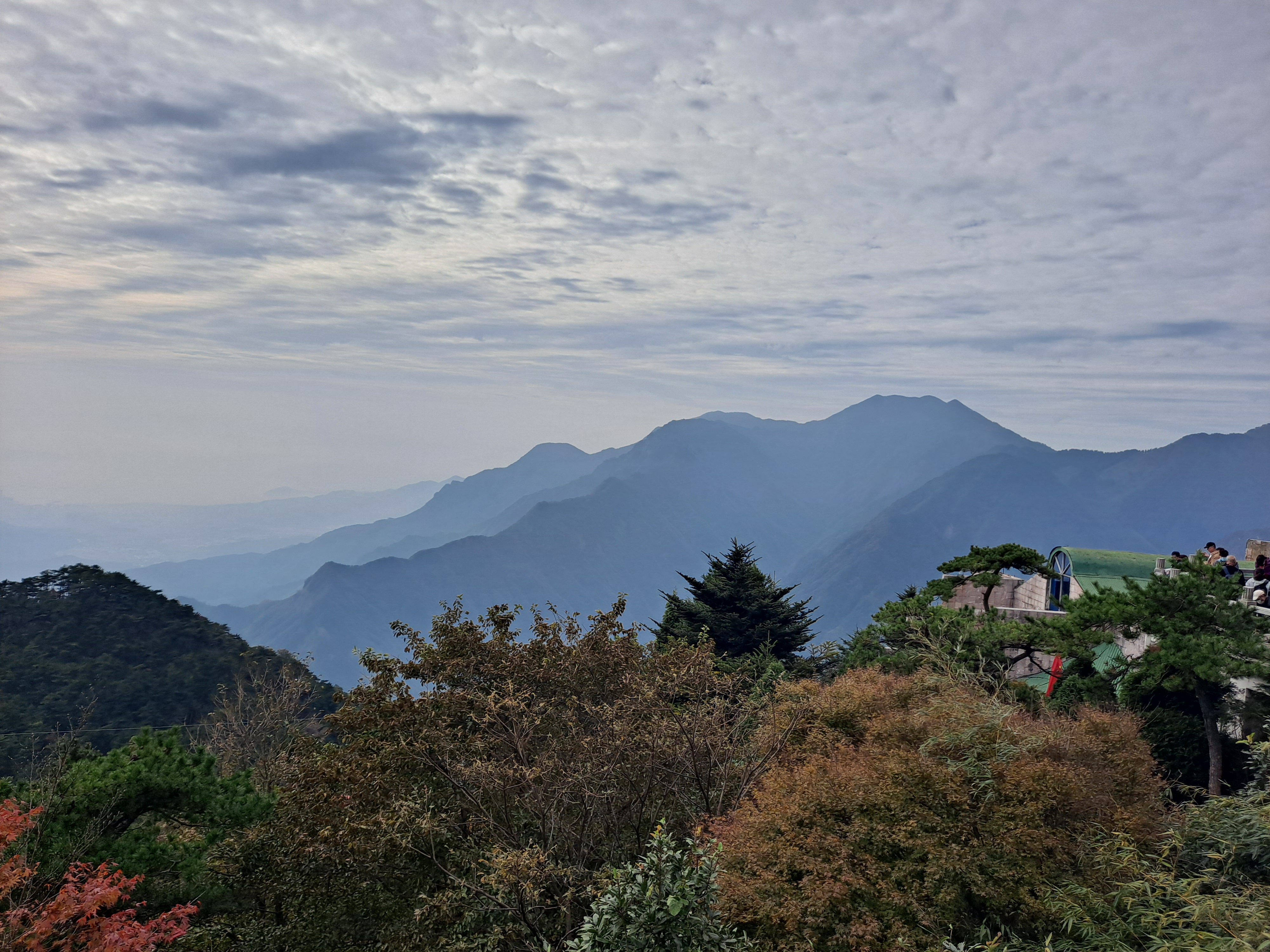
含鄱口看汉阳峰

汉阳峰又名大汉阳峰（与近旁的小汉阳峰相区别），是中国江西省庐山的最高峰，海拔1474米。汉阳峰位于庐山南部，距离庐山风景区的中心牯岭街14公里，毗邻东北侧的小汉阳峰和南面的紫霄峰，峰下为长达七、八公里的康王谷。传说由于晚上可以看到武汉市汉阳的灯火，故得此名。
汉阳峰山势高大，形状圆滑，与金字塔形的小汉阳峰和奇险的五老峰迥然不同。峰顶有石砌的汉阳台和禹王崖，宜于登高远眺近观庐山全景乃至长江、鄱阳湖。
29°30′02″N 115°57′22″E / 29.50056°N 115.95611°E

## 汉阳峰摩崖石刻
汉阳峰摩崖石刻共有三处：
峰顶有石碑，刻有林森墨迹“大汉阳峰”四字，
峰顶汉阳台石亭门额“汉王台”三字，隶书，国民政府主席林森1929年题写，
1. 清朝南康府知府王以敏对联“峰从何处飞来，历历汉阳，正是断魂迷楚雨；我欲乘风归去，茫茫禹迹，可能留命待桑田”，行草书写。
2. 峰顶石柱碑，四面题字：“庐山第一高峰”、“大汉阳峰”，正楷
3. 峰顶南侧岩石“庐顶”二字，楷书，1934年陈兴壶题

汉阳峰摩崖石刻已于1986年列为九江市文物保护单位。